# Eophyllophila includens
Eophyllophila includens är en tvåvingeart som först beskrevs av Walker 1859.  Eophyllophila includens ingår i släktet Eophyllophila och familjen parasitflugor. Inga underarter finns listade i Catalogue of Life.